# Шумбарський замок
Шумбарський замок  (місцева назва Шумбра) — втрачена оборонна споруда в с. Шумбар Шумського району Тернопільської області України. Зараз на території розміщена церква Апостола Луки.

## Відомості
Шумбарський замок спорудили на початку XIV століття на місці злиття річок Падеріївка та Вілія. Перша згадка про Шумбар — 1513 рік, пов'язана із замком. Власник села Богуш Боговитин споруджує замок на пагорбі висотою п'ятдесят метрів над річкою.
У 1603 році Шумбарський замок і село переходить до Юрія Чарторийського, згодом фортеця переходить до графів Блендовських, потім знову повертається до Боговитинів.
Невідомо як замок пережив важке XVII століття, коли на цих землях була війна козаків, поляків, турків та татар. Однак це було невеличке укріплення, розраховане на татарські набіги, тому роль цієї фортеці була невеликою. Можливо вона була зруйнована і не відбудовувалася. Замок планувалося створити як основу міста, оскільки місто мало право збирати мита, проводити ярмарки і з цього власник отримував прибутки.
У XVIII ст., коли невелике село стає містом, і отримує Магдебурзьке право, замок вже давно не існував, на його місці на початку ХХ століття спорудили православний храм апостола Луки.

## Замчище в наші дні
У 1989 році на місці церкви Луки зводиться нова церква апостола Луки, яка також належала православним. Оскільки замок був земляним, то збереглися невеликі сліди на місцевості у вигляді заплилих валів.